# Barrage Tanafnit El Borj
Le barrage Tanafnit El Borj (arabe : سد تنفنيت البرج) est construit en aval de l'oued Oum Errabiaa à 30 km de Khénifra (Nord-Ouest du Maroc) et de 15 km de la ville de M'Rirt.

## Présentation
C'est le premier barrage hydroélectrique construit au village de Tanafnit, en amont des sources de l'Oum Errabia dont le coût est estimé à 934 millions de Dirham marocain.
La réalisation du complexe implique la création d'un barrage, l'amélioration des infrastructures routières de la région et engendrera des emplois temporaires de l'équivalence de 90 000 hommes-jours. Situé dans la province de Khénifra, se trouvant à 40 km environ au Nord-Est de la ville de Khénifra, cet aménagement bénéficie d'une importante régularisation naturelle grâce aux sources de Oum Er Rbia qui assurent à l'oued des débits d'étiage particulièrement soutenus.
D'une puissance installée de 40 MW et une production moyenne annuelle de 215 GWh par an, l'aménagement de Tanafnit consiste à turbiner les débits de cette source pour les restituer juste à l'amont de l'aménagement hydroélectrique El Borj.